# جون داهل (متزحلق)
جون داهل (بالنرويجية: John Kristian Dahl )‏ (و. 1981  م) هو متزحلق نرويجي، ولد في شيركنيس، شارك في بطولة العالم للتزلج النوردي على الثلج 2009 ‏.

## روابط خارجية
- جون داهل على موقع الاتحاد الدولي للتزلج (التزلج الريفي) (الإنجليزية)